# Беларус-1221
Беларус-1221 — модель колёсного трактора, выпускающегося Минским тракторным заводом с 20 апреля 1998 года.
На тракторе установлен шестицилиндровый рядный дизельный двигатель Д-260 с турбонаддувом. Номинальная частота вращения коленчатого вала — 2100 об/мин. Удельный расход топлива при номинальной мощности — 166 г/л. с.ч.
Рулевое управление трактора — гидрообъемное, с насосом-дозатором и двумя гидроцилиндрами.
Трактор стал победителем российского конкурса «Лучшая сельскохозяйственная машина 2017 года» в номинации «Лучший трактор».